# Броквиль, Шарль де
Шарль Мари Пьер Альбер, граф де Броквиль (фр. Charles Marie Pierre Albert, comte de Broqueville) (4 декабря 1860 — 5 сентября 1940, Брюссель) — глава бельгийского правительства во времена Первой мировой войны с 17 июня 1911 по 18 января 1916 и с 18 января 1916 по 1 июня 1918 (Правительство в изгнании с 13 октября 1914). Премьер-министр Бельгии с 22 октября 1932 по 20 ноября 1934. Был лидером Католической партии. Когда Германия нарушила нейтралитет Бельгии в августе 1914 года, объявил всеобщую мобилизацию в стране.

## Биография
Его семья имела французское происхождение. Учился в иезуитском колледже в Тюрнхауте.
Вторжение Германии вынудило правительство уехать в изгнание в Гавр. В это время у премьер-министра возникли разногласия с королём по поводу нейтралитета страны и сотрудничества с союзниками. Это ослабило позиции де Броквиля, и в январе 1918 года последний был вынужден уйти в отставку с поста министра иностранных дел, а в мае — с поста главы правительства, потеряв поддержку своей партии.
Де Броквиль также занимал такие должности в разных кабинетах:
- Министр железнодорожного транспорта, почты, телеграфа и телефона (5 сентября 1910 — 11 ноября 1912);
- Военный министр (23 февраля 1912 — 4 августа 1917);
- Министр иностранных дел (4 августа 1917 — 1 января 1918);
- Министр реконструкции (1 января 1918 — 1 июня 1918);
- Министр внутренних дел (21 ноября 1918 — 2 декабря 1919);
- Министр национальной обороны (20 мая 1926 — 15 июня 1931);
- Министр земледелия (22 октября — 17 декабря 1932).

С 1919 по 1936 — сенатор (в 1919—1925 — от провинции Намюр).
Барон с 1919, граф с 1920.

Позже Шарль де Броквиль стал вторично премьер-министром, эту должность он занимал с 22 октября 1932 до 20 ноября 1934 года.

Умер в 1940 во время немецкой оккупации Бельгии.

## Награды

### Иностранные
- Орден Восходящего солнца.
- Орден Даннеброг.
- Орден Пия IX
- Орден Дубовой короны.